# آخر السعاة
آخر السعاة هو فيلم درامي ومغامرة عراقي لعام 2022 من إخراج سعد العصامي وبطولة رائد محسن مقداد عبد الرضا ايار عزيز خيون واياد الطائي.

## قصة الفيلم
ساعي بريد يفصل من مهنته بعد تطور وسائل الإتصال في العراق، وتأخذ من أرضه كدية عشائرية على جريمة لم يرتكبها، فيبدأ برحلة للبحث صديقه القديم في مدينة أخرى.

## الممثلون
- رائد محسن
- مقداد عبد الرضا
- عزيز خيون
- اياد الطائي
- مهند الأمير
- حقي الشوك

## الجوائز
| قائمة الجوائز والترشيحات    | قائمة الجوائز والترشيحات | قائمة الجوائز والترشيحات | قائمة الجوائز والترشيحات |
| المهرجان                    | الجائزة                  | المستلم                  | النتجة                   |
| --------------------------- | ------------------------ | ------------------------ | ------------------------ |
| مهرجان بغداد السينمائي 2024 | أفضل ممثل                | رائد محسن                | فوز                      |